# Damický kaštanovník
Damický kaštanovník je památný strom v Damicích u Ostrova v okrese Karlovy Vary v Karlovarském kraji. Košatý kaštanovník setý (Castanea sativa) roste za zahradami vsi na úpatí výběžku sopečných Doupovských hor za řeku Ohří. Zdaleka viditelný strom měl kmen od dvoumetrové výšky rozdělený do trojice silných kosterních větví. Jedna z kosterních větví se však ulomila. Obvod kmene měří 489 cm a strom dosahuje výšky 25 m (měření 2003). Chráněn je od roku 2004 jako dendrologicky cenný taxon, esteticky zajímavý strom s významným habitem a vzrůstem.
Kaštanovník postoupil do finále ankety Strom roku 2004 a umístil se na 6. místě.

## Stromy v okolí
- Damická lípa u potoka
- Vojkovická lípa